# Meteoro (astronomía)

Animación de las fases de la transformación en meteoroide, meteoro y un meteorito.

Meteoro, en su uso astronómico, es un concepto que se reserva para distinguir el fenómeno luminoso que se produce por la ionización del aire cuando un meteoroide atraviesa nuestra atmósfera. Es sinónimo de estrella fugaz, término impropio, ya que no se trata de estrellas.
Según la terminología adoptada en nuestros días se tienen las siguientes definiciones básicas:
- Meteoroide: son partículas de polvo y hielo o rocas de hasta decenas de metros que se encuentran en el espacio producto del paso de algún cometa o restos de la formación del Sistema Solar.
- Meteoro: es un fenómeno luminoso consistente en un meteoroide atravesando la atmósfera terrestre, a veces dejando detrás una estela persistente. Su definición popular es la de estrella fugaz.

- Meteorito: son los meteoroides que alcanzan la superficie de la Tierra debido a que no se desintegran por completo en la atmósfera.

Los meteoros más luminosos, que superan la magnitud estelar de -4m llegando hasta -22m, son habitualmente llamados bólidos o bolas de fuego.
Los meteoros se forman cuando un meteoroide que se encuentra en el espacio entra en la atmósfera terrestre y, por efecto de la fricción, se quema en las capas altas de la atmósfera.
El meteoro se origina en la atmósfera superior de la Tierra a altitudes de 85 a 115 kilómetros, producida por el ingreso en la tierra de un meteoroide a alta velocidad. Se estima que unos 100 millones de meteoros pueden ser observados a simple vista en todo el planeta a lo largo de 24 horas. Un típico meteoro de magnitud +2 es producido por un meteoroide de 8 milímetros de diámetro. Ocasionalmente, la llegada de un meteoroide más grande de lo habitual produce una bola de fuego extremadamente brillante.
El fenómeno de los meteoros puede originarse por: partículas que comparten una misma órbita alrededor del Sol, que producen una «lluvia de meteoros»; o, por partículas solitarias y de carácter aleatorio, que dan origen a «meteoros esporádicos».
La aparición de meteoros es un hecho muy frecuente y generalmente se ven a simple vista, con excepción de los llamados meteoros telescópicos que necesitan de al menos unos binoculares para su observación. En una noche oscura y despejada se pueden detectar sin ayuda de instrumentos hasta 10 meteoros por hora, pero a intervalos irregulares (pueden pasar diez o veinte minutos sin que observe ninguno); sin embargo, en las épocas denominadas de lluvia de estrellas se llegan a observar de 10 a 60 por hora (uno cada minuto). La contaminación lumínica hace que en las ciudades sea muy difícil disfrutar de este tipo de observaciones. También la presencia de la luna, sobre todo, en su fase llena, impide la observación de los meteoros.
Más raro es un fenómeno más deslumbrante: el de un bólido (meteoros de magnitud inferior a -4, la magnitud de Venus). Atraviesan rápidamente el cielo, dejan tras sí una estela luminosa y a veces estallan con un ruido análogo al de un disparo de artillería.
No todas las noches del año son igual de intensas en cuanto a meteoros. Las fechas más notables tienen lugar aproximadamente el 12 de agosto (Perseidas) y el 13 de diciembre las Gemínidas. Cada cierto número de años se repiten lluvias excepcionales en tasa de meteoros visibles por hora, como las Leónidas de 1966 y 1999.
Cuando se trata de lluvias de meteoros, las trayectorias de las diferentes estrellas fugaces parecen provenir de un mismo lugar de la esfera celeste, punto al que se da el nombre de radiante. Es un efecto de perspectiva, pues todos van paralelos, pero igual que las vías del tren, parecen converger hacia el infinito. El radiante tiene relación directa con la Órbita de los meteoroides que originan la lluvia de meteoros.
Las lluvias de meteoros más importantes llevan el nombre de las constelaciones en que se encuentra el radiante, al que se añade la letra griega de la estrella más próxima. Así, por ejemplo, tenemos las Líridas, las Perseidas, las Leónidas, las gamma Acuáridas.
Un meteoroide que no se consume en su paso por la atmósfera (fase en la que es visible como meteoro) y llega a estrellarse en la superficie terrestre, dada su energía, puede producir un cráter de impacto. El material fundido terrestre que se esparce de tal cráter puede enfriarse y solidificarse en un objeto conocido como tectita. Los fragmentos del cuerpo extraterrestre se denominan meteoritos.
Las partículas de polvo de meteoro dejadas por meteoroides en caída pueden persistir en la atmósfera hasta algunos meses. Estas partículas pueden afectar el clima, ya sea por dispersar radiación electromagnética o por catalizar reacciones químicas en la atmósfera superior.

## Trayectoria

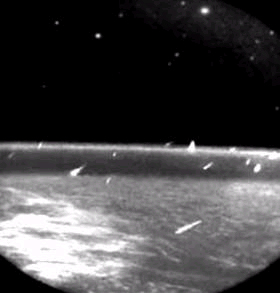
Meteoros de Leónidas vistos desde el espacio en 1997.

El origen extraterrestre de los meteoros no fue demostrado hasta 1800, cuando dos estudiantes alemanes calcularon la altura a la que aparecen en la atmósfera. El primer punto a examinar en el estudio de las estrellas fugaces es ver cómo se calcula la altura a que se las observa. Para ello se colocan dos observadores en lugares situados más de treinta kilómetros de separación anotando cada uno la trayectoria de la estrella fugaz en relación con las constelación y fijando su posición aparente en una carta celeste. Debido a un efecto de perspectiva, las trayectorias no coincidirán y el cálculo permitirá conocer la altura del meteorito en función de la desviación de las dos trayectorias aparentes. Por término medio, esta altura resulta ser de unos 100 km al aparecer el meteoro y 50 km en el instante en que desaparece, con un recorrido de hasta más de 300 km. Su desaparición tiene lugar a altitudes tanto más bajas cuanto mayor es el meteoroide. No obstante, cuando este es lo suficientemente grande como para llegar al suelo, su velocidad disminuye debido al rozamiento con las densas capas de la atmósfera inferior, y la luz que lo envuelve se extingue a algunos kilómetros de altura. Al llegar al suelo, si su volumen es suficientemente grande, puede dar lugar a una explosión a causa de la compresión brusca del aire a grandes velocidades.

## Distribución horaria
Se ha comprobado que los meteoros visibles en el transcurso de una misma noche van siendo más numerosos a medida que avanza la noche, siendo la media horaria de las seis de la mañana doble que a las 18. Admitiendo que los meteoros proceden de todos los lugares del espacio, la Tierra solo recibirá en la tarde los que van a su encuentro y viajan más rápidamente que ella, mientras que por la mañana encontrará todos aquellos que haya en su camino. Además, los meteoros de la tarde tienen menos velocidad relativa que los de la mañana, por lo cual se mueven en el cielo más lentamente. En efecto, suponiendo que un corpúsculo a una velocidad parabólica de 42 km/s encuentra a la Tierra por la tarde, teniendo la Tierra una velocidad de 30 km por segundo, la velocidad resultante será de 42-30= 12 km/s, mientras que por la mañana será de 42+30= 72 km/s. Aunque, en realidad, estos números son una aproximación, ya que no consideran el efecto de la gravedad terrestre.
Al penetrar en la atmósfera terrestre, su energía cinética se transforma en calor por rozamiento y el material meteórico sublima, dando lugar al fenómeno luminoso que conocemos como estrella fugaz, y que representa un 1% de la energía inicial del meteoroide.

## Rutas de ionización
Durante la entrada de un meteoroide en la atmósfera superior se crea una ruta de ionización, donde las moléculas de la atmósfera superior son ionizadas por el paso del meteoro. Tales rutas de ionización pueden durar hasta 45 minutos en cada ocasión. Constantemente están entrando meteoroides del tamaño de pequeños granos de arena, y por lo tanto, se pueden encontrar más o menos constantemente las rutas de ionización. Cuando las ondas de radio son reflejadas por estas rutas, se produce una "comunicación cortada por meteoro" o "dispersión de meteoro".
La dispersión de meteoros se ha usado en la implementación de sistemas militares experimentales de comunicación. La idea básica de este sistema es que una ruta de ionización actúa como un espejo para las ondas de radio, las cuales podrán ser reflejadas por la ruta. La seguridad en la comunicación es producto de que, al igual que con un espejo real, solo receptores en una posición determinada podrán recibir la información del transmisor. Debido a la naturaleza esporádica de la entrada de meteoros, tales sistemas están limitados a velocidades de transmisión de datos relativamente bajas, típicamente en el orden de los 500 Kbaudios.
Los operadores de radio amateur utilizan la comunicación por dispersión de meteoros en las bandas VHF. La información de Snowpack en las montañas de Sierra Nevada en California se transmite desde sitios remotos vía ionización atmosférica de los meteoros.
Los radares de meteoros pueden medir la densidad atmosférica y los vientos al estimar la proporción de decaimiento y transición Doppler de un sendero del meteoro.
Los grandes meteoroides pueden dejar tras de si largas rutas de ionización, las cuales interactúan con el campo magnético de la Tierra. Se pueden liberar megavatios de energía electromagnética cuando la ruta se disipa, con un pico en el espectro de energía en las frecuencias de audio. Curiosamente, aunque las ondas son electromagnéticas, estas pueden ser escuchadas: son suficientemente poderosas para hacer vibrar el pasto, vidrios, cabello, el oído y otros materiales. Es lo que se conoce con fenómeno electrofónico asociado al paso de grandes bólidos.

## Origen: los cometas

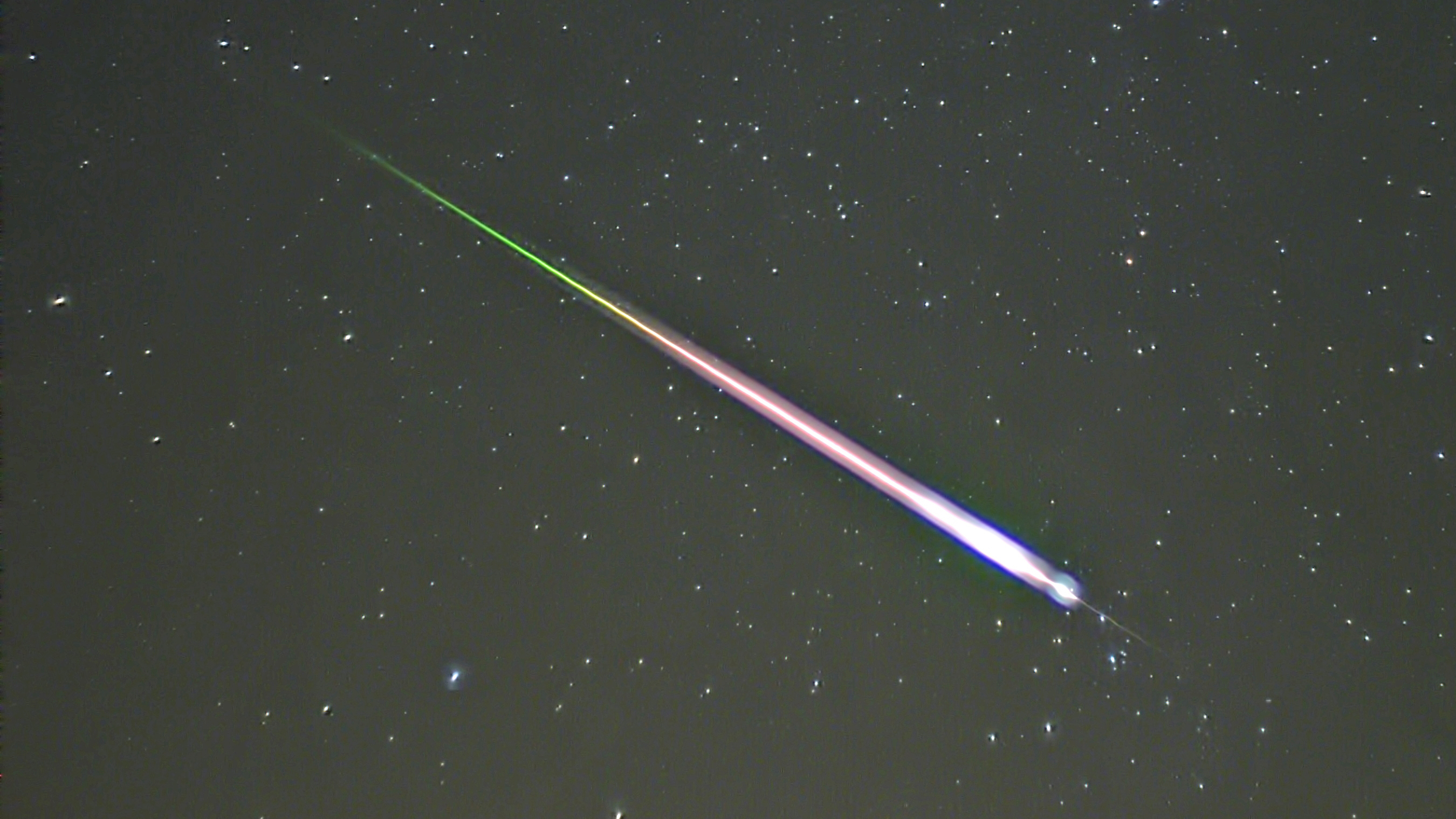
Fotografía de un meteoro captada durante la lluvia de meteoros de las Leónidas de 2009.

Los enjambres de meteoros están asociados a los cometas. Después de la gran lluvia radiante en la constelación del León (Leónidas) de 1833, Olmsted y Twlning, de Newhaven, reconocieron (1834) que la existencia de un radiante podía explicarse suponiendo que un enjambre de corpúsculos se movía alrededor del Sol en una órbita regular, análoga a la de un cometa, y que esta órbita era atravesada por la Tierra.
En 1861, Kirkwood afirmó que estos corpúsculos eran restos de los cometas. Urbain Le Verrier publicó la órbita de las Leónidas del mes de noviembre, y cuando Theodor von Oppolzer examinó la órbita del cometa 55P/Tempel-Tuttle de 1866 (1866 I) se hizo evidente que ambas eran idénticas.
También en 1861, Schiaparelli demostró que las Perseidas del mes de agosto seguían la órbita del cometa Swift-Tuttle de 1862 (1862 III. Galle y Weiss demostraron que las Líridas del 19 de abril recorren la misma ruta que el cometa de Thatcher (1861 I). Finalmente, se demostró que las Acuáridas del 30 de abril se encontraban en la misma órbita del cometa 1P/Halley y que las Andromédidas del 27 de noviembre proviene del cometa de Biela (1852 III) - de aquí el nombre de Biélidas - que se rompió en dos pedazos en 1845 y desapareció después de su regreso en 1852. Más recientemente, se ha comprobado que la deslumbrante lluvia de estrellas Dracónidas del 9 de octubre de 1933 estaba relacionada con el cometa Giacobini-Zinner (1933 III), por lo que también se las denomina Giacobínidas.

## Mecanismos de formación
Las Leónidas, las Perseidas y las Líridas han sido observadas centenares de años antes de que fuera descubierto el cometa con el que están asociadas. Con la hipótesis del núcleo congelado de Fred Whipple se pudo deducir que el núcleo del cometa se va disgregando lentamente, dejando un difuso enjambre de partículas o rastro de polvo en su órbita.
Poco después que Whipple predijera que las partículas se desprenden del cometa a una velocidad menor, Milos Pavlec presentó la idea de un rastro de polvo al calcular cómo la mayor parte de los meteoroides, una vez liberados del cometa, derivan a diferentes velocidades. Este fenómeno se explica por medio de las Leyes de Kepler, las cuales describen el movimiento de los objetos en órbita: al desprenderse, la mayoría de las partículas derivan lateralmente a un lado o al otro del cometa, no exactamente en su misma línea. Dado que las partículas tienen órbitas más cercanas o lejanas que la del cometa, su velocidad aumenta o disminuye de acuerdo a la distancia de su órbita alrededor del sol, produciéndose así una nube alargada de partículas. Luego de un gran número de órbitas alrededor del sol, el cometa, que viaja a mayor velocidad que la mayoría de las partículas desprendidas, alcanza y sobrepasa a su propio enjambre formando así un anillo. El efecto gravitatorio de los planetas también acelera o frena a los corpúsculos que forman el enjambre de partículas, pudiendo éstos superar la velocidad del cometa en ciertas condiciones. Estos rastros de polvo se pueden observar a veces en imágenes tomadas en el espectro del infrarrojo medio (radiación térmica), donde las partículas pueden verse dispersas a lo largo de la órbita del cometa.

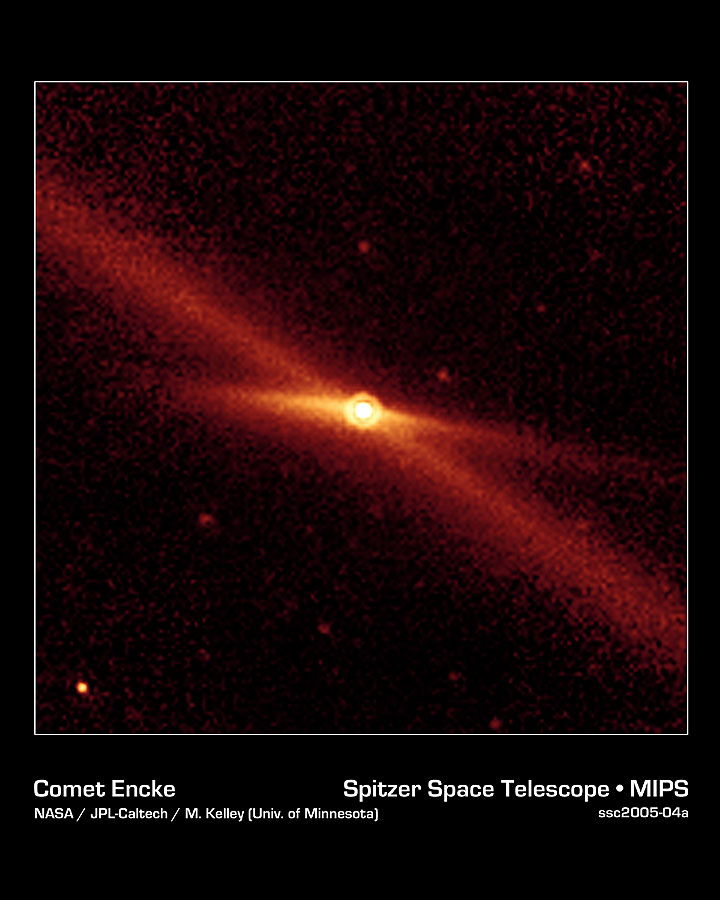
El rastro de polvo del Cometa Encke se ve como un resplandor rojizo en diagonal

Cada año, al llegar la Tierra por la misma fecha al punto de intersección de su órbita con la del enjambre del cometa, es decir, a su nodo ascendente o descendente, encuentra meteoroides. Si el rastro de polvo es viejo, sus elementos habrán tenido tiempo de dispersarse a lo largo de la órbita y cada año tendrá lugar una lluvia análoga a las anteriores, como ocurre con las Leónidas; por el contrario, si el rastro de polvo es joven, de reciente formación, se presentará en bloque compacto y solamente habrá una lluvia de meteoros en caso de encontrarse el enjambre y la Tierra en el mismo punto, lo que puede ocurrir muy raramente si los períodos de revolución del enjambre y la Tierra no son conmensurables.
El rastro de polvo puede ser más o menos ancho y su órbita más o menos inclinada respecto al plano de la eclíptica. La Tierra tardará algunas horas, algunos días, o algunos meses, como ocurre con las Ariétidas, en atravesarlo. Los meteoros están entonces muy esparcidos y pasan muchos días sin que se encuentre el radiante. Otro ejemplo es el enjambre de las Perseidas, con una duración de más de 12 días durante los cuales la Tierra recorre 30 millones de kilómetros. J.-G. Porter calculó que el ancho del cilindro donde se encuentran los meteoroides debe sobrepasar los 7 millones de km.
Las irregularidades anuales también tienen otra causa: el enjambre sufre la atracción de los planetas por los que pasa cerca y ello hace que cambie su órbita, la duración de su revolución y la distancia de los nodos a la órbita terrestre; cambios que a menudo son lo bastante importantes para que al llegar nuestro planeta en la trayectoria del enjambre solamente encuentre los elementos marginales, poco numerosos, o directamente pase fuera del anillo corpuscular. No hay que sorprenderse, pues, de las grandes variaciones que a veces se observan de un año al siguiente. Así ocurre que un radiante numeroso en el pasado, hoy solo dé algunos meteoros o se haya extinguido; por el contrario, también puede ocurrir que otro radiante, habitualmente pobre, nos reserve la sorpresa de una abundante lluvia meteórica.
Si bien es relativamente fácil trazar un catálogo de los radiantes conocidos, apenas es posible confeccionar uno en que prevea con certeza las grandes apariciones de meteoros, dado que un enjambre alargado presenta regiones irregulares y de desigual densidad que cambian con el transcurso de los años. Camille Flammarion indicaba a principios del siglo XX: "El problema está, pues, lejos de poderse dar por resuelto". No obstante la teoría de David Asher y Robert McNaught, que fija su atención en la órbita de los meteoros más que en la de los cometas que los generan puede dar buenas predicciones. De entre los radiantes más importantes, solamente hay unos pocos cuya actividad se remonta a un pasado lejano. Las Leónidas, por ejemplo, han sido señaladas desde 902; las Perseidas desde 865 y las Líridas desde el siglo V a. C..
Cuando los meteoroides en el rastro del polvo de un cometa chocan con otros corpúsculos de la nube zodiacal, pierden su asociación con su órbita original y pasan a formar parte del fondo de "meteoros esporádicos". Mucho tiempo después de dispersarse de su enjambre, estos meteoroides producen meteoros aislados, los cuales no parecen provenir del radiante del que fueron originados ni ser parte de lluvia de meteoros alguna.
Los corpúsculos esporádicos que se hacen visibles a su encuentro con la Tierra, a razón de 20 millones por día durante todo el año, están separados, por término medio, 260 km uno de otro, según los cálculos de Porter. En las Perseidas, esta distancia se reduce a 120 km, y en la gran lluvia de las Leónidas que tuvo efecto en 1853, en que la media horaria fue de 35.000, la separación de las partículas era del orden de los 15 a los 30 km. Como vemos, la distancia que separa a los corpúsculos es mucha, y el enjambre más compacto no puede compararse con el núcleo de un cometa.
Es posible recoger residuos de estrellas fugaces: basta fundir nieve de montañas poco holladas por el hombre y que haya permanecido en ellas el mayor tiempo posible. Después de filtrar el agua resultante, en el filtro quedan pequeñas partículas, generalmente férreas, separables por un simple imán. Se han de observar con una potente lupa, pues sus dimensiones son inferiores a 0,1 mm.
De día hay meteoros pero es difícil su observación. solo son detectables con técnicas de radioastronomía ya que las partículas que penetran a gran velocidad ionizan los átomos de la atmósfera. Estos trayectos ocupados por iones reflejan las ondas del radar detectando así la presencia diurna de meteoros.

## Meteoros en el arte

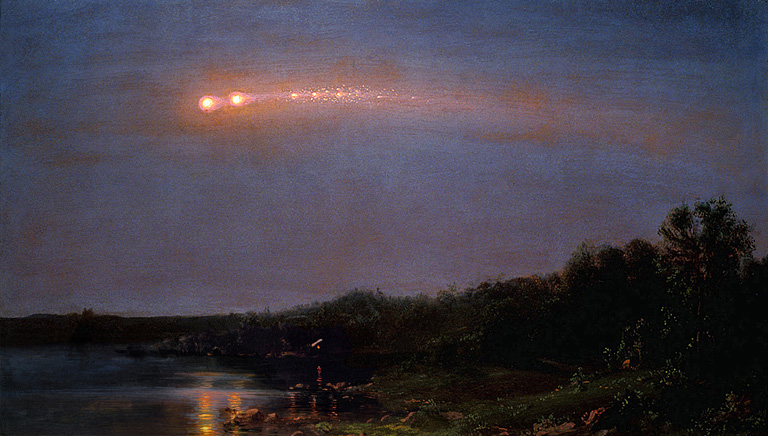
«El Meteoro 1860» de Frederic Edwin Church.

El 20 de julio de 1860 una larga procesión de meteoros iluminó el cielo y fue vista por muchos, entre ellos, Walt Whitman que le dedicó el poema «Año de Meteoros 1859-1860» que fue publicado en la colección «Hojas de hierba». El físico de la Universidad de Texas, Donald Olson, descubrió gracias a la obra «El Meteoro 1860» del pintor Frederic Edwin Church la misma descripción de meteoros en forma horizontal. La investigación descubrió la fecha del fenómeno y lo reconoció como un «meteorito de pastoreo».

«Ni de la extraña y gigante procesión de meteoritos que pasaba, deslumbrante, por encima de nuestras cabezas, 
solo por un momento, solo por un momento guió a sus bolas de luz extraterrestre sobre nuestras cabezas, y después se fue
 De ello, e irregular como lo eran ellas, canto, con sus destellos, que iluminarían estos cantos. 
 ¡Oh año salpicado del mal y del bien – año de profecías! 
 ¡Año de extraños y pasajeros cometas y meteoritos!»
Walt Whitman.